# Église de Räisälä
L'église de Räisälä (en finnois : Räisälän kirkko) est une église évangélique luthérienne située à Melnikovo en Russie.

## Présentation
L'église conçue par Josef Stenbäck est construite en 1912 dans l'Isthme de Carélie.
L'édifice pouvait accueillir 1000 personnes assises.
Le retable peint en 1872 par Robert Wilhelm Ekman représentait Jésus bénissant les enfants.
L'orgue avait 25 jeux.
Les objets de culte de l'église comme le retable ont été donnés à la paroisse de Kokemäki quand Räisälä a été cédé à l'URSS. Aujourd'hui l'ancienne église sert de maison de la culture. Lorsque des Finlandais de familles d'anciens paroissiens viennent la visiter, il est permis d'y célébrer un office luthérien.